# Snedsted Station
Snedsted Station er en dansk jernbanestation i stationsbyen Snedsted i Thy i Nordjylland.